# 时空使徒
《時空使徒》是中國漫畫家白驍在騰訊動漫獨家簽約連載的網絡漫畫。2016年10月改編為動畫播出。動畫標題名為《Bloodivores》，中文名稱原名《時空囚徒》，由於中國當局審查原因，漫畫原作和動畫普通話版均改名為《時空使徒》。

## 故事簡介
60年前，一場前所未有的「失眠症」席捲全球，人們第一次意識到睡不着是何等痛苦，連續七八天無法入睡，折磨着發病者的脆弱的神經。精神崩潰、自殺、極端暴力事件頻常發生。不久之後，一種特效藥發明了出來，在「一場好夢」和「未知副作用之間」，一些人選擇了後者。就這樣，誕生出一種新種族——「嗜血種」。
那次事件後，世界上20億人成為了嗜血種，顧名思義，嗜血種以人血為食，富有攻擊性，一場戰爭毫無懸念的爆發了，也毫無懸念的以人類獲勝，戰後，人們用了「D-GPS」來控制嗜血者，每一個帶上項圈的嗜血者，項圈會隨着成長而變大且無法拿下，如果嗜血者攻擊，則用手機啟動激活報警系統，則讓嗜血者無法行動，此後人類與嗜血種暫時達成了互不侵犯的協議。嗜血種也因為有人工血漿的幫助而不用去吸血。

## 登場角色
彌琉
配音：（日）赤羽根健治；（中）阿杰
男主角，半人類嗜血種，世界上唯一一例人類與嗜血種混血兒，被稱為「和平之子」。
因此常年受到觀察監視，對除了失蹤的母親之外的所有人都有疏離感。兒時上學時被一個嗜血者綁架，那個嗜血者要求他的父親——BST局長彌天咎來見他，結果他爸彌天咎拒絕了綁架者的要求，綁匪將彌琉摔下樓時，覺醒血能是『萬有引力』。
左安琪
配音：（日）喜多村英梨；（中）喬詩語
女主角，嗜血種。長相很像彌琉的母親，彌琉因此很在意她，覺醒血能是『如影隨形』且槍法很好。是與彌琉比肩作戰的夥伴。
陳鋒
配音：（日）市來光弘；（中）楊天翔
與主角為夥伴，被視為大哥，跟運超一同在孤兒院中長大，覺醒血能是『鋼鐵意志』因救運超血能暴走而死去。

運超
配音：（日）山口翔平；（中）蘇尚卿
跟陳鋒一同在孤兒院中長大，膽小軟弱，覺醒血能是『技能選取』。
黎昕
配音：（日）佐藤拓也；（中）敖磊
跟陸姚有特別關係，覺醒血能是『鋼鐵王座』劇情中跟主角成為一夥。
陸姚
配音：（日）速水獎；（中）图特哈蒙
政府列為S級罪犯，覺醒血能是『質量效應』具有極高戰鬥力。
章以楓
動畫因陷害安琪受傷曾被彌琉背叛過，後被陸姚救起，覺醒血能是『真實的謊言』。
西門孤晴
配音：（日）森谷里美；（中）杨希
蘇紫伊
從怪物肚裡出來的神秘少女。

## 電視動畫

### 主題曲
片頭曲《與我共鳴-NENTEN-》
作詞：Yamato Kasai，作曲、主唱：Mili
片尾曲 《quiet squall》
作詞：Annabel，作曲：蓮尾理之，編曲、主唱：siraph

### 各話列表
| 話數     | 中文標題 | 日文標題 | 分鏡 | 首席演出 | 演出                            | 作畫監督                                                          |
| -------- | -------- | -------- | ---- | -------- | ------------------------------- | ----------------------------------------------------------------- |
| 第一話   | 嗜血種   |          | 陳燁 | 中邑正   | 森友宏樹                        | Kim Bongduck                                                      |
| 第二話   | 覺醒     |          | 陳燁 | 中邑正   | 森友宏樹 Lee Sangwoo            | Lee Seongjae、Kim Jongbeom Kim Bongduck                           |
| 第三話   | 血能     |          | 陳燁 | 中邑正   | 宮田亮                          | 波風立流、櫻井木之實                                              |
| 第四話   | 犠牲     |          | 陳燁 | 中邑正   | 高山秀樹                        | Kim Bongdeok、Lee Seongjae Kim Jongbeom、Park Inam                |
| 第五話   | 青玉     |          | 陳燁 | 中邑正   | 森友宏樹 Lee Sangwoo            | Kim Bongduck、Lee Seongjae Kim Jongbeom、Lee Yeongmi Kim Seongman |
| 第六話   | 選擇     |          | 陳燁 | 中邑正   | 有江勇樹                        | 櫻井木之實                                                        |
| 第七話   | 再會     |          | 陳燁 | 中邑正   | 高山秀樹 森友宏樹               | Kim Bongduck、Lee Seongjae Kim Jongbeom、Lee Yeongmi Park Yinam   |
| 第八話   | 倒數     |          | 陳燁 | 中邑正   | Lee Sangwoo                     | Kim Bongduck、Lee Seongjae Gang Daeryong、Kim Jongbeom            |
| 第九話   | 一會     |          | 陳燁 | 中邑正   | 大久保唯男                      | 阿部可奈子、張丁 Inn Cyou                                         |
| 第十話   | 計劃     |          | 陳燁 | 中邑正   | 森友宏樹                        | Kim Bongduck、Lee Seongjae Lee Kwanwoo、Kim Hyoungil              |
| 第十一話 | 同歸於盡 |          | 陳燁 | 中邑正   | 布施康之                        | Kim Bongduck                                                      |
| 第十二話 | 反撃     |          | 陳燁 | 中邑正   | 大久保唯男 森友宏樹 Lee Sangwoo | 阿部可奈子、笹川弥幸 Kim Bongdeok、容洪                           |

## 外部連結
- 電視動畫「時空使徒」官方網站 （页面存档备份，存于）